# Кубок Гибралтара по футболу 2014
Кубок Гибралтара по футболу 2014 — футбольный турнир, который проводился по системе с выбыванием, начиная с 1/16 финала. Первый раунд стартовал 8 января 2014 года. Победитель кубка получал право сыграть в Лиге Европы УЕФА 2014/15 при условии прохождения клубом процедуры лицензирования со стороны УЕФА.

## Первый раунд
В первом раунде участвуют 9 клубов из второго дивизиона и сборная Гибралтара (до 15 лет). Матчи прошли с 8 по 20 января.
| № | Дата       | Время (CET) | Хозяева         | Счёт           | Гости             |
| - | ---------- | ----------- | --------------- | -------------- | ----------------- |
| 1 | 8.01.2014  | 18:15       | Кэннонс         | 2:2 (9:8 пен.) | Лайонс Пайлотс    |
| 2 | 8.01.2014  | 20:00       | Колледж Пегасус | 1:3            | Британния         |
| 3 | 13.01.2014 | 18:15       | Монс-Кальп      | 0:1            | Линкольн Ред Импс |
| 4 | 15.01.2014 | 18:15       | Хаунд Догс      | 2:2 (4:5 пен.) | Гибралтар (U15)   |
| 5 | 20.01.2014 | 20:00       | Спортинг Глэсис | 0:0 (1:4 пен.) | Бока Хуниорс      |

## Второй раунд
Во втором раунде участвуют победители первого раунда и оставшиеся футбольные клубы второго и премьер дивизиона. Матчи прошли с 24 по 28 января.
| №  | Дата       | Время (CET) | Хозяева           | Счёт | Гости            |
| -- | ---------- | ----------- | ----------------- | ---- | ---------------- |
| 6  | 24.01.2014 | 20:00       | Гибралтар Феникс  | 0:7  | Лайонс Гибралтар |
| 7  | 25.01.2014 | 16:00       | Линкольн          | 5:1  | Сент-Джозефс     |
| 8  | 25.01.2014 | 18:00       | Бока Хуниорс      | 1:9  | Колледж Европа   |
| 9  | 25.01.2014 | 20:00       | Глэсис Юнайтед    | 7:0  | Лео Парилья      |
| 10 | 27.01.2014 | 18:15       | Британния         | 2:3  | Олимпик          |
| 11 | 27.01.2014 | 20:00       | Линкольн Ред Импс | 0:5  | Линкс            |
| 12 | 28.01.2014 | 18:15       | Кэннонс           | 3:4  | Мэгпис           |
| 13 | 28.01.2014 | 20:00       | Манчестер 62      | 2:1  | Гибралтар (U15)  |

## 1/4 финала
Матчи прошли 8 и 9 марта.
| №  | Дата       | Время (CET) | Хозяева        | Счёт | Гости            |
| -- | ---------- | ----------- | -------------- | ---- | ---------------- |
| 14 | 08.03.2014 | 16:00       | Олимпик        | 0:7  | Лайонс Гибралтар |
| 15 | 08.03.2014 | 18:00       | Мэгпис         | 0:6  | Линкольн         |
| 16 | 08.03.2014 | 20:00       | Колледж Европа | 4:2  | Глэсис Юнайтед   |
| 17 | 09.03.2014 | 16:00       | Линкс          | 1:2  | Манчестер 62     |

## 1/2 финала
Матчи прошли 26 апреля.
| №  | Дата       | Время (CEST) | Хозяева          | Счёт           | Гости        |
| -- | ---------- | ------------ | ---------------- | -------------- | ------------ |
| 18 | 26.04.2014 | 16:00        | Лайонс Гибралтар | 0:2            | Линкольн     |
| 19 | 26.04.2014 | 19:00        | Колледж Европа   | 0:0 (4:2 пен.) | Манчестер 62 |

## Финал
| №  | Дата       | Время (CEST) | Хозяева  | Счёт | Гости          |
| -- | ---------- | ------------ | -------- | ---- | -------------- |
| 20 | 10.05.2014 | 16:00        | Линкольн | 1:0  | Колледж Европа |

### Отчёт о матче
| 10 мая 2014 16:00 CEST | \| Линкольн \| 1:0 (0:0) \| Колледж Европа \| \| Лиам Кларк 90+2′ \| Голы \| \| | Виктория, Гибралтар Судья: Джейсон Барсело |
| Линкольн               | 1:0 (0:0)                                                                       | Колледж Европа                             |
| Лиам Кларк 90+2′       | Голы                                                                            |                                            |